# وليد الطرير
وليد الطرير لاعب نادي النصر
هو وليد الطرير من مواليد العاصمة الرياض, مهاجم سابق في نادي النصر و المنتخب السعودي وهو شقيق لاعب النصر السابق مساعد الطرير.
تدرج وليد الطرير في نادي النصر حتى وصل للفريق الأول لكرة القدم عام 1408هـ حيث قام المدرب البرازيلي جويل سانتانا بتصعيده للفريق الأول رغم صغر سنة حيث كان يمثل في نفس الوقت منتخب الناشئين, ويتميز الطرير بالسرعة وقوة التسديد.
في عام 1409هـ ساهم وليد الطرير في تحقيق منتخب الناشئين لانجاز تاريخي بتحقيق كأس العالم للناشئين وانضم بعد ذلك للمنتخب الأول, واستمر مع نادي النصر حتى موسم 1413هـ الذي شهد ابتعاده عن الكرة بسبب اصابته في قطع بالرباط الصليبي

## إسهاماته مع النصر
- الحصول على كأس دوري خادم الحرمين الشريفين عام 1409
- الحصول على كأس الملك عام 1410

## إسهاماته مع المنتخب
الحصول على كأس العالم للناشئين 1409هـ